# Жемень (Підкарпатське воєводство)
Жемень (пол. Rzemień) — село в Польщі, у гміні Пшецлав Мелецького повіту Підкарпатського воєводства.
Населення — 1342 особи (2011).
У 1975-1998 роках село належало до Ряшівського воєводства.

## Демографія
Демографічна структура станом на 31 березня 2011 року:
|          | Загалом | Допрацездатний вік | Працездатний вік | Постпрацездатний вік |
| -------- | ------- | ------------------ | ---------------- | -------------------- |
| Чоловіки | 660     | 160                | 438              | 62                   |
| Жінки    | 682     | 145                | 413              | 124                  |
| Разом    | 1342    | 305                | 851              | 186                  |